# E.J. Speed
Elbert Martin Speed, detto E.J. (Fort Worth, 1º giugno 1995), è un giocatore di football americano statunitense che milita nel ruolo di linebacker per gli Indianapolis Colts della National Football League (NFL).

## Carriera professionistica

### Indianapolis Colts
Speed fu scelto nel corso del quinto giro (164º assoluto) del Draft NFL 2019 dagli Indianapolis Colts. Il 3 maggio 2019 firmò il suo contratto con la franchigia. Debuttò come professionista subentrando nella vittoria della settimana 2 per 19-17 sui Tennessee Titans. La sua stagione da rookie si concluse con 7 tackle in 12 presenze, nessuna delle quali come titolare.